# フェニックス・ハネムーン
「フェニックス・ハネムーン」は、永六輔作詞、いずみたく作曲、歌唱はデューク・エイセス。
「にほんのうた」シリーズの一曲で、宮崎県（デューク・エイセスメンバーの谷道夫の出身地）を舞台にした楽曲。秋田県を舞台にした「紺がすり」との両A面シングルとしてレコード発売。シングルレコードの規格品番はTP-1411（オリジナル盤）、TP-10071（1976年再発盤）。
1967年に制作され、日南海岸等での新婚旅行風景の紹介映像では定番のBGMだった。昭和中期頃の新婚旅行ブームを反映した、新婚カップルを扱った楽曲。
東京・新宿の「歌声喫茶」では半年間ヒットチャートにランクインされた。
2015年5月1日より宮崎駅の接近メロディー・発車メロディーとして採用された（向谷実編曲）。
地域発ドラマ『宮崎のふたり』（2016年10月19日、NHK BSプレミアム、制作：NHK宮崎放送局）の劇中歌に採用された。

## 収録曲
1. フェニックス・ハネムーン（宮崎） (Phoenix Honeymoon) (3分26秒)
  - 作詞：永六輔、作曲・編曲：いずみたく、伴奏：東芝レコーディング・オーケストラ
2. 紺がすり（秋田） (Kon Gasuri) (2分19秒)
  - 作詞：永六輔、作曲・編曲：いずみたく、伴奏：東芝レコーディング・オーケストラ

## カバー
- 由紀さおり（1973年／シングル「博多人形に寄せて」カップリング）
- 向谷実（2015年/宮崎駅接近・発車メロディ用として編曲）